# Cordón litoral de Anapa

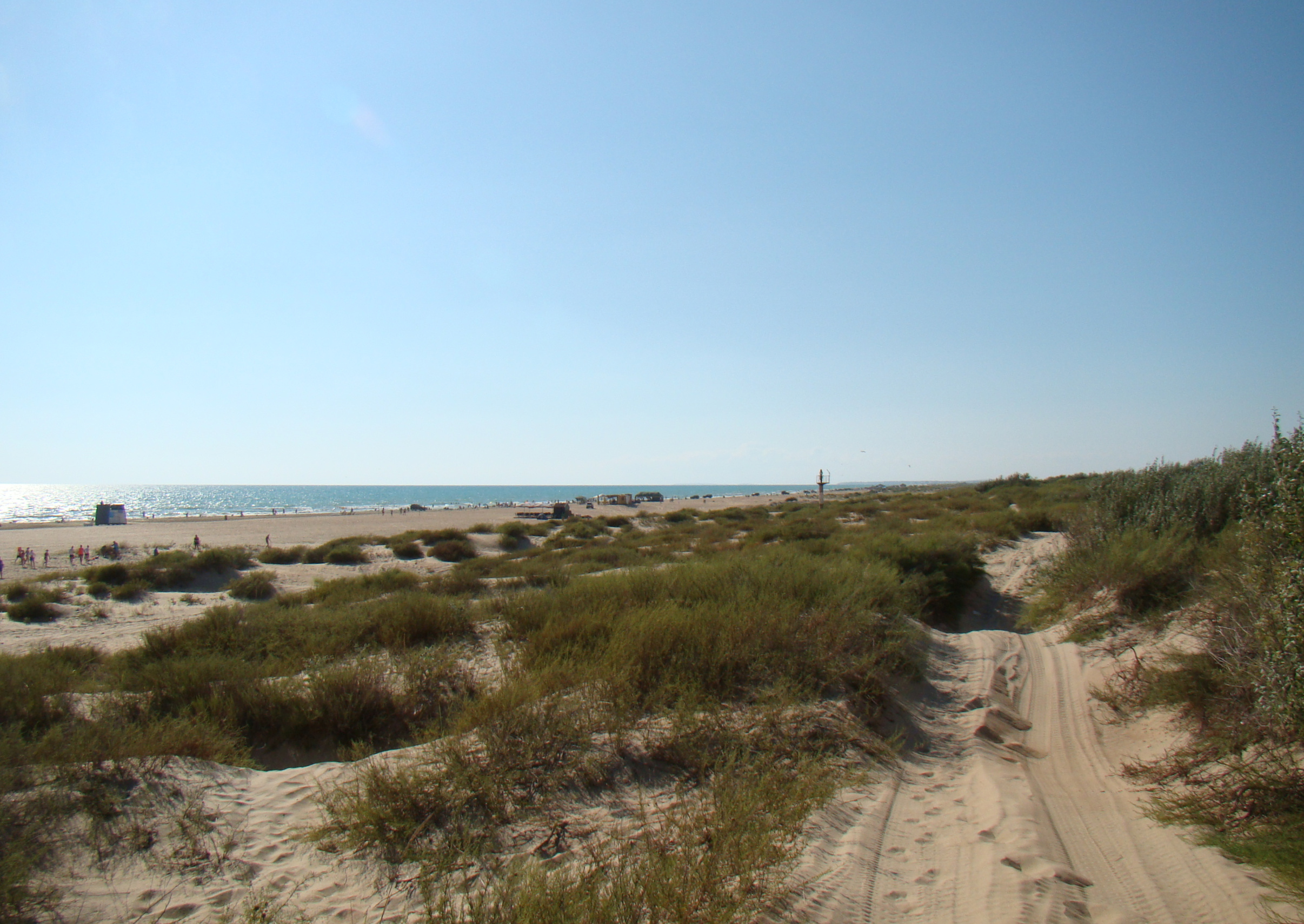
Cordón litoral de Anapa en el Mar Negro.

El cordón litoral de Anapa (del ruso: Анапская пересыпь) es un cordón litoral arenoso de 43 km de longitud que se extiende entre el cabo Zhelezni Rog, en la península de Tamán a la ciudad de Anapa, separando el mar Negro, al oeste, de varios limanes salados y semisalados (Vítiazevski, Bugazski, lago Soliónoye), al este. Su anchura varía entre los 600 m y los 2 km.
Está compuesto por una mezcla de arena de cuarzo del Cáucaso y conchas de diferentes mosluscos. Se formó por la actividad aluvial del río Kubán, que hasta finales del siglo XIX desembocaba en el mar Negro a través del limán Kiziltashki. Por los depósitos del río se ha rellenado el delta, por lo que el agua del río se decantó hacia la orilla más baja del mar de Azov.
En el cordón se hallan playas de importancia del mar Negro ruso y las localidades de Anapa (donde desemboca el río Anapka, que drena los pantanos de Anapa), Vítiazevo y Blagovéshchenskaya.